# Marcello Basilio Mallarini
Marcello Basilio Mallarini (Osiglia, 3 marzo 1846 – Cento, 26 gennaio 1902) è stato un pittore e scultore italiano di orientamento verista.

## Biografia
Marcello Basilio Mallarini era originario di Osiglia in provincia di Savona. Non si conosce molto della sua formazione artistica giovanile, tuttavia risulta iscritto fin dal 1869 all'Accademia di belle arti di Bologna, pur essendo ligure, e risulta vincitore di diversi premi annuali di pittura.
Nel 1881 si trasferì a Cento per dirigere la Scuola di Disegno e Ornato intitolata al Guercino e fondata nel 1834. I corsi, a cui potevano accedere ragazzi di tutte le età dopo l'istruzione elementare, si sviluppavano in quattro anni con lezioni teorico-pratiche di "disegno d'ornato",  di "studi d'architettura",  di "prospettiva" e di "figura" formandosi sui testi del francese Jean-Pierre Thénot. Marcello Mallarini diede nuovo impulso alla scuola conferendole un indirizzo meno artigianale e potenziando i corsi di pittura e di scultura. Tra gli altri, fu maestro del celebre Aroldo Bonzagni: intuite le possibilità del ragazzo, fu proprio lui a convincere la madre a farlo perfezionare presso l'Accademia di Brera a Milano, dove si trasferì con la famiglia.
Le sue opere di pittura si trovano prevalentemente a Cento. In particolare la Pinacoteca civica Il Guercino custodisce una sua incisione del volto di San Sebastiano tratta da uno schizzo del Guercino. Mentre i dipinti oggi reperibili sono tutti contrassegnati da uno spirito verista, con paesaggi e ritratti a olio vicini allo stile dei Macchiaioli, l'attività di Mallarini scultore è senz'altro più significativa e di livello artistico superiore.
Ad esempio, l'Angelo di bronzo che volle sulla sua stessa tomba si ispira allo spiritualismo della statuaria quattrocentesca; in particolare, il tralcio di roseto a fianco della testa angelicata suggerisce l'inclinazione che Mallarini aveva per l'ornato, cioè per una delle sue materie d'insegnamento. Non a caso, gli è stata attribuita di recente la corona bronzea posta sulla tomba del senatore Borselli, affine per stile alla corona floreale che egli aveva presentato ad una mostra al Palazzo dei Diamanti di Ferrara nel 1892. 

Lo stesso gusto "ornamentale" si ritrova anche nella sua opera più celebre, il busto del Guercino collocato nella scala d'ingresso della Pinacoteca di Cento in occasione del terzo centenario della nascita (1891). Eseguito in terracotta, il busto, i cui tratti furono ispirati a ritratti coevi, poggia su una mensola ornata con squadra e compasso e con un'aquila che stringe nelle zampe una tavolozza, a significare il genio del pittore che "vola" su tutti. 

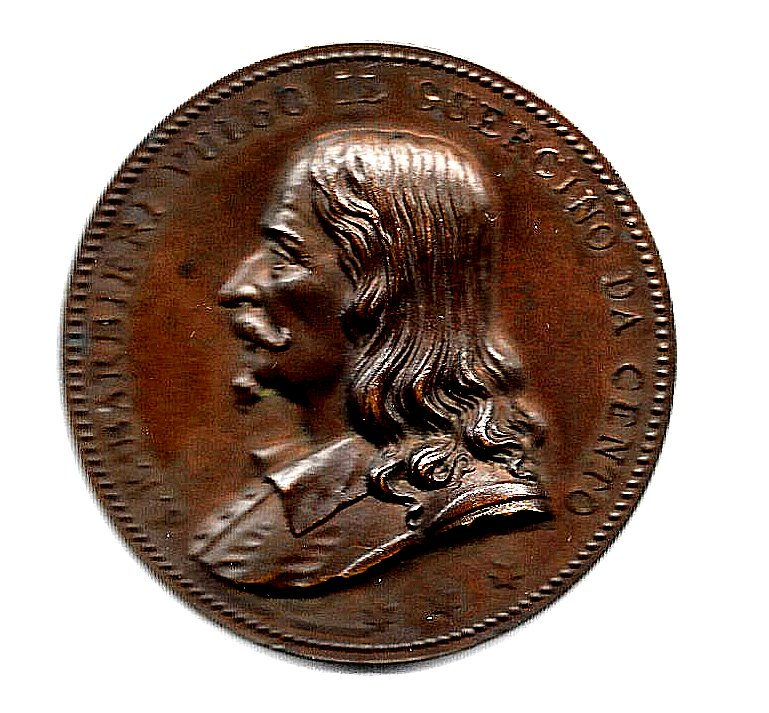
medaglia commemorativa del Guercino 1891

In quella stessa occasione, Mallarini allestì la mostra di disegni e incisioni del grande pittore seicentesco oltre a modellare la medaglia commemorativa dell'evento che presenta un profilo con le stesse caratteristiche somatiche del busto..
Nel cimitero di Cento sono collocate diverse opere del Mallarini, in particolare un medaglione di Cristo in marmo posto sulla tomba Longhi, di taglio veristico ma aggiornato al gusto umbertino dell'epoca. Lo stesso stile è evidente in un'opera di committenza non funeraria, un Busto di giovane datato 1898 e conservato presso la Galleria Civica Bonzagni. Quest'opera è assimilabile al bronzo da lui presentato nell'autunno 1896 al Palazzo dei Diamanti per la mostra in onore di Gerolamo Savonarola, mentre la sua opera presentata l'anno precedente raffigurava una baccante, segno che i soggetti di epoca romana erano allora assai di moda.
Le esposizioni dell'artista-docente non si limitarono solo all'ambito ferrarese, giacché nel 1898 diverse sue opere risultano presentate all'importante Esposizione Nazionale di Torino.
Sul finire dell'Ottocento, Mallarini venne incaricato del progetto di restauro dell'Oratorio della Crocetta nella frazione Penzale di Cento. Nell'Ottocento l'oratorio era divenuto proprietà di privati e le diverse visite pastorali ne avevano testimoniato l'abbandono. In condizioni di estremo degrado, pur ornata di un ciclo di affreschi rinascimentali, la chiesetta fu oggetto di una perizia del Mallarini, in base alla quale fu avviato un intervento di restauro molto pesante di cui sono ancora riconoscibili i segni. Alla frazione di Penzale, il Mallarini dovette affezionarsi tanto da voler essere sepolto nel locale piccolo cimitero.
Morì a Cento nel 1902. Nella direzione della "Scuola di Disegno e Ornato" gli subentrò Giuseppe Costa (1871-1947).

## Allievi
- Antonio Mosca (1870-1951)
- Aroldo Bonzagni (1887–1918)